# Brisa
Brisa (grekiska: Bρίσα) är en av de namngivna nymferna i grekisk mytologi. Hon omnämns som Dionysos' sköterska.